# Zakāt al-fitr
Zakāt al-fitr (arabisch زكاة الفطر, DMG zakāt al-fiṭr) auch Fitrana ist ein Almosen, welches an Arme und Bedürftige am Ende des islamischen Fastenmonats Ramadan gegeben wird. Die Zakat al Fitr soll der Reinigung des Fastens und zum Ausgleich der Verfehlungen während des Ramadan dienen. Das arabische Wort Fitr hat die gleiche Bedeutung wie Iftar, das Fastenbrechen bedeutet, ebenso hat es die gleiche Wurzel und die Bedeutung Frühstück. Außerdem hat es ebenso eine gemeinsame Wurzel mit Fitra, welches den Zustand des Menschen direkt nach seiner Erschaffung beschreibt (im reinen Glauben an seinen Schöpfer). Der Betrag der Zakat al Fitr ist geringer als der der normalen Zakat.

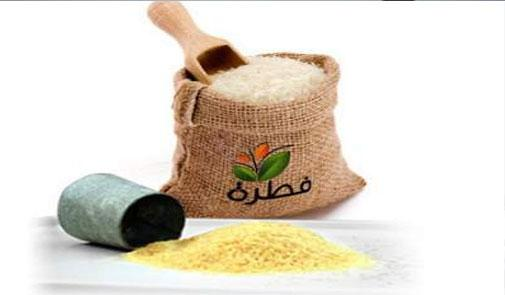
Die Fatrs 2015 in Form von Naturalien

## Religiöse Einordnung und Bedeutung
Zakat al Fitr ist wadschib, also erforderlich für jeden Muslim, egal ob Erwachsene oder Kinder, Mann oder Frau, selbst Ungeborene werden mit eingeschlossen, solange derjenige in der Lage ist, sie zu zahlen. Gemäß der Sunna  und der Überlieferung von ʿAbdallāh ibn ʿUmar machte der Prophet Mohammed die Zakat al Fitr zur Pflicht für freie und unfreie Männer und Frauen, alte und junge Muslime in Höhe von einem Sāʿ trockener Datteln oder Gerste, wobei das Familienoberhaupt für alle Familienmitglieder aufkommt.
Zakat al Fitr dient ebenso wie die Zakat zur Umverteilung des Vermögens innerhalb der (muslimischen) Gesellschaft, auch stärkt es deren Zusammenhalt, denn der Spender kann in direkten Kontakt mit dem Bedürftigen kommen.
Zakat al Fitr soll den Bedürftigen die Möglichkeit geben, den Festtag Eid al Fitr am Ende des Ramadan zu feiern. Daher soll die obligatorische Zakat al Fitr zwischen dem Sonnenuntergang des letzten Tages des Ramadan und vor dem Eid-Gebet gezahlt werden. Wird sie erst danach entrichtet, so gilt sie nur als Sadaqa und nicht als Zakat.

## Bemessung und Empfangsberechtigte
Die Menge für die Zakat al Fitr ist unabhängig vom Eigentum und Einkommen für jeden Gläubigen gleich. Sie beträgt ein Sa an ortsüblichen Lebensmitteln, das entspricht einer Menge, die viermal in zwei aneinander gehaltene Handflächen passt. Ist eine Spende von Nahrung in der eigenen Region nicht nötig, so kann die Zakat al Fitr auch als Geldbetrag gezahlt werden, welcher in Form von Nahrung Menschen in anderen Regionen Zugute kommt (in westlichen Ländern verbreitet). Hierfür sollte entsprechend zeitig gezahlt werden, damit die Bedürftigen die Zakat pünktlich erhalten. Viele Hilfsorganisationen aber auch Moscheen bieten hierzu die Möglichkeit.
Empfänger der Zakat al Fitr sind die Gleichen, wie auch für die Zakat oder Sadaqa. Diese werden in Sura Tauba, Vers 60 genannt:

„Wahrlich, die Almosen sind nur für die Armen und Bedürftigen und für die mit der Verwaltung (der Almosen) Beauftragten und für die, deren Herzen gewonnen werden sollen, für die (Befreiung von) Sklaven und für die Schuldner, für die Sache Allahs und für den Sohn des Weges; (dies ist) eine Vorschrift von Allah. Und Allah ist Allwissend, Allweise.“

Also namentlich folgende Personengruppen:
- Die Armen (al-fuqara)
- Die bedürftigen Menschen (al-masâkîn)
- Die mit der Verwaltung von Almosen Beauftragten
- um Menschen für den Islam zu gewinnen (Freiwillige Almosen können gemäß muslimischen Kommentatoren[3] auch an Nichtmuslime gegeben werden.)
- für Sklaven und deren Befreiung
- Menschen die verschuldet sind
- für die Sache Allahs (Moscheebau usw.)
- Reisende (Sohn des Weges)